# Легенда (фільм, 2025)
«Легенда» (англ. Him) — американський спортивний фільм жахів 2025 року, зрежисований і написаний Джастіном Тіппінгом. Головні ролі виконали Тайрік Візерс і Марлон Веянс. Прем'єра фільму в Україні відбудеться 18 вересня 2025 року.

## Сюжет
Юний перспективний квотербек Кемерон Кейд присвятив своє життя американському футболу. Напередодні наймасштабнішого скаутингового заходу на Кемерона нападає психічно хворий фанат. Кар'єрі футболіста настає потенційний кінець, оскільки нанесена черепно-мозкова травма несумісна зі спортом.
У найтемніші дні його життя Кемерону надходить пропозиція про спільні тренування з легендарним квотербеком, восьмиразовим чемпіоном Ісаєю Вайтом. Тренування проходять у ізольованому компаунді, в якому Вайт мешкає разом зі своєю дружиною-інфлюенсеркою Елсі. З плином часу поведінка Ісаї кардинально змінюється, дезорієнтуючи його юного протеже, що призводить до кривавих наслідків…

## У ролях
- Тайрік Візерс — Кемерон Кейд
- Марлон Веянс — Ісая Вайт
- Джулія Фокс — Елсі Вайт
- Тім Гайдекер
- Джим Джеффріс
- Наомі Гроссман
- Джиджи Ернета
- Норман Таунс
- Моріс Грін
- Акім Гейс
- Тьєра Вок

## Створення
Сценарій фільму під первісною назвою G.O.A.T. (абревіатура, що означає «найвеличніший усіх часів») увійшов до переліку найкращих неспродюсованих сценаріїв 2022 року. Коли його прочитав режисер Джордан Піл, робота над фільмом розпочалась разом з Пілом, як продюсером. Знімальний процес пройшов у квітні—травні 2024 року в місті Альбукерке, штат Нью-Мексико.